# Levantamiento del conde de Salvatierra
El levantamiento del conde de Salvatierra es el nombre historiográfico que recibe el alzamiento armado de Pedro López de Ayala, conde de Salvatierra, a favor de la Santa Junta, durante la Guerra de las Comunidades de Castilla.

## Situación previa
En Alava, Diego Martínez de Álava ocupaba desde 1498 el cargo de diputado general de la provincia y sus relaciones con el conde de Salvatierra se habían visto deterioradas al mismo tiempo que el poder real se afianazaba sobre sus dominios. Por ello, en septiembre de 1520 Ayala lo denunció ante la Junta de Tordesillas por corrupción fiscal y otros cargos, la cual respondió solicitando abrir una investigación sobre el caso, investigación que se confió a Antonio Gómez, diputado de la hermandad.
La negativa de Vitoria y la hermandad de obedecer las órdenes de la Junta le valió la antipatía del conde, y pronto las relaciones entre este y el órgano de gobierno comunero en Tordesillas se hicieron más estrechas.

## Nombramiento para capitán general e iniciativas militares
Ganada la confianza de los comuneros, el conde de Salvatierra fue designado, el 6 de noviembre de 1520, capitán general del norte de España en estos términos, confiriéndole el poder para nombrar funcionarios:

Capitán general (...) del Condado de Vizcaya e provincias de Guipúzcoa e Álava e de las cibdades de Vitoria e Logroño e Calahorra e Santo Domingo de la Calzada e de las siete Merindades de Castilla Vieja e de todas las otras cibdades, villas e logares e merindades e tierras e bailes que caen y están desde la cibdad de Burgos hasta la mar.

Los esfuerzos de las autoridades reales para convencer al conde de abandonar la causa comunera no dieron frutos, a pesar de las gestiones del Consejo Real, exigiéndole su presencia en Burgos, o del licenciado Leguízamo, en enero. Y ya en diciembre comenzó a reclutar hombres y e iniciar su campaña para rebelar a los provincianos. Como castigo a esa hostilidad al poder real, el regente Adriano de Utrecht propuso al rey Carlos I de España, en carta del 4 de enero, que se procediese a confiscarle el feudo y elevarlo a jurisdicción realenga.

### Intento de sublevar Burgos (enero de 1521)
Pero el momento clave se dio en el contexto del hostigamiento antiseñorial a Tierra de Campos, cuando las tropas del conde de Salvatierra, compuesto de unos 2000 hombres, se movilizaron a Medina de Pomar y Frías cruzando a las Merindades, feudo del Condestable, en un intento de sublevarlas. Ello ponía en peligro la lealtad al poder real que Burgos venía practicando desde finales de noviembre y el virrey apenas podía controlar la situación. Al ejército del conde se le unió el de Acuña y juntos marcharon sobre la localidad burgalesa, uno por el sur y otro por el norte. La toma de Ampudia por parte de las tropas realistas no logró mitigar el peligro comunero sobre Burgos luego de que Padilla y Acuña la recuperasen rápidamente, y la sublevación burgalesa se fijó para el 23 de enero, contando esta vez con el apoyo del ejército dirigido por el capitán toledano. Sin embargo la revuelta se adelantó dos días y terminó en fracaso para los rebeldes. Temeroso el conde de Salvatierra de una posible represalia del ejército del Condestable, se le garantizó el perdón si desertaba, por lo que optó por licenciar a sus hombres y marcharse a sus dominios.

### Toma de la artillería de Fuenterrabía
Tras mantenerse al margen del conflicto comunero, el conde volvió a entrar en acción durante el mes de febrero reclutando soldados, e hizo oídos sordos al emisario del Condestable, Antón Gallo, que solicitaba una entrevista. La Junta entonces le encomendó la misión de interceptar la artillería que desde Vitoria se disponía a llegar a Burgos, tarea que el conde completó satisfactoriamente el 8 de marzo, luego de apoderarse de Vitoria y expulsar sus autoridades, pero sin poder evitar que los cañones resultasen destruidos por el destacamento que los protegía para impedir su provecho por los comuneros.

### Derrota del conde de Salvatierra
En el momento culmine de su popularidad, el conde se vio derrotado en varias ocasiones. Expulsado de Vitoria, que nunca pudo volver a recuperar, el ejército real, formado en parte por refuerzos del duque de Nájera, tomó la plaza fuerte de Salvatierra y garantizó a sus súbditos su incorporación al patrimonio real desligándolos de la autoridad condal.
Los intentos de reconquistar Salvatierra en los días 19 y 20 de marzo resultaron frustrados, mientras el ejército realista alcanzaba sus victorias asolando el valle de Cuartango y destruyendo el castillo de Morillas. A mediados de abril el diputado Diego Martínez de Alava, quien anteriormente el conde había acusado ante Tordesillas, selló la derrota definitiva del ejército insurrecto ante Salvatierra y Vitoria, en lo que se llamó la batalla de Miñano Mayor. El conde decidió entonces mantenerse oculto hasta refugiarse en el castillo de Fermoselle, cerca de la frontera portuguesa.

## El conde de Salvatierra y la represión
Tras la derrota comunera, el 23 de abril de 1521, y fundamentalmente luego de la llegada del emperador Carlos a la península, en julio de 1522, se inició el proceso de represión contra los principales protagonistas de la revuelta. Instalado en Palencia, el Consejo Real decretó el 23 y 24 de agosto 50 condenas a muerte por rebeldía, entre las cuales se incluye la del conde de Salvatierra, a quien además se le adjuntó la sentencia de confiscación de su feudo. Fue excluido del Perdón General, y probablemente también del derecho a poder beneficiarse de las multas de composición, provisión real que perdonaba las culpas cometidas por los exceptuados y les devolvían sus bienes confiscados aún no vendidos a cambio de un monto de dinero o multa.
En su exilio el rey Juan III de Portugal se negó a recibirlo, por lo que en enero de 1524 se presentó en Burgos creyendo poder alcanzar el perdón regio a través de una gestión personal. Sin embargo, fue capturado, encadenado y tratado severamente por las autoridades judiciales, que no llegaron a hacerlo comparecer en algún juicio, pues el conde falleció el domingo 16 de mayo de 1524, siendo enterrado con los grilletes en los pies.

### Suerte del Condado de Salvatierra
A pesar de haberse firmado una cédula el 15 de mayo de 1521 que asimiliba el condado a la Corona, pronto se creyó más beneficioso para el tesoro real su desmembramiento. En efecto, Diego de Zárate, Diego López de Castro, Agostín de Urbina y Pedro de Zuazola compraron algunas fracciones poco importantes del mismo, hasta que el 6 de diciembre se puso a la venta el feudo completo, a excepción de la villa de Salvatierra, incorporada al patrimonio real. El valle de Orozco pasó a manos del licenciado Leguízamo, y el de Cuartango debió pagar una importante suma de dinero para pasar a ser parte del dominio de realengo. El hijo del conde de Salvatierra, Atanasio de Ayala, pudo beneficiarse de heredar las partes del dominio de su padre aún no compradas ni enajenadas.